# Räksallad

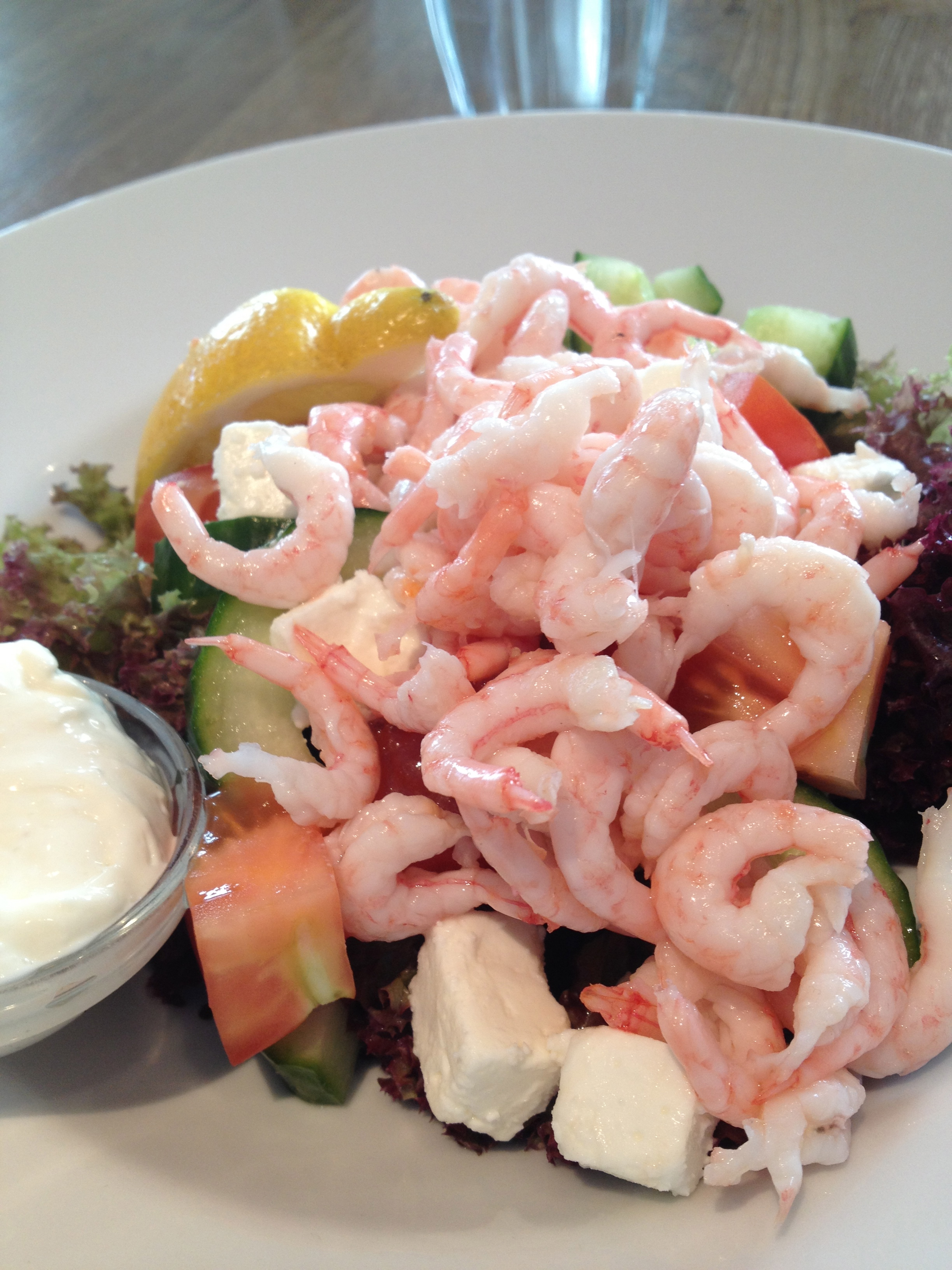
En räksallad.

Räksallad har två skilda betydelser, båda innehåller räkor:
Det kan vara en sallad bestående av räkor, salladsblad, andra grönsaker och ofta även kokt ägg.
Räksallad kan även vara en krämig typ av salladsröra liknande skagenröra och västkustsallad. Det är ett tillbehör till varmkorven och hamburgaren i de svenska gatuköken. Det är osäkert när den typen av räksallad kom till, men den ska inte ha funnits när tunnbrödsrullen lanserades i mitten av 1960-talet.
Ordet "räksallad" finns belagt i svenska språket åtminstone sedan 1916.